# Mack 10
Dedrick Rolison, lepiej znany jako Mack 10 (ur. 9 sierpnia 1971 roku w Inglewood, Kalifornia) – amerykański raper i aktor. Były członek hip-hopowej formacji Westside Connection.
Mack 10 razem z Ice Cubem uczestniczył w beefie Westside Connection z innym kalifornijskim zespołem – Cypress Hill.
Opuścił grupę w 2005 roku w wyniku kłótni z Ice Cubem. Obecnie raper związany jest z Cash Money Records.

## Dyskografia

### Albumy solowe
- Mack 10 (1995)
- Based on a True Story (1997)
- The Recipe (1998)
- The Paper Route (2000)
- Bang or Ball (2001)
- Mack 10 Presents da Hood (2002)
- Ghetto Gutter & Gangsta (2003)
- Hustla’s Handbook (2005)
- Soft White (2009)

### Wspólne albumy
- Money Music (12 kwietnia 2011, z Glasses Malone[1])

### Z Westside Connection
- Bow Down (1996)
- Terrorist Threats (2003)

## Filmografia
| Rok  | Tytuł                           | Rola            | Uwagi                            |
| ---- | ------------------------------- | --------------- | -------------------------------- |
| 1997 | I'm Bout It                     | Kuzyn Perry’ego | -                                |
| 1999 | Thicker Than Water              | DJ              | -                                |
| 2001 | Out                             | Tacoma Bleed    | Dark Angel sezon 1, odcinek # 10 |
| 2002 | Random Acts of Violence         | Lynch           | -                                |
| 2003 | Cutthroat Alley                 | Brian Stokes    | -                                |
| 2004 | Def Jam: Fight for NY           | Jako on sam     | -                                |
| 2005 | Halloween House Party           | Star            | -                                |
| 2005 | Apocalypse and the Beauty Queen | D.K             | -                                |
| 2006 | It Ain't Easy                   | The Mack        | -                                |